# 医師ジャン・ジャコモ・バルトロッティ・ダ・パルマの肖像
『医師ジャン・ジャコモ・バルトロッティ・ダ・パルマの肖像』（いしジャン・ジャコモ・バルトロッティ・ダ・パルマのしょうぞう、独: Der Arzt Gian Giacomo Bartolotti da Parma、英: Portrait of the Physician Gian Giacomo Bartolotti da Parma）、または『男性の肖像』（だんせいのしょうぞう、英: Portrait of a Man）は、イタリア・ルネサンスのヴェネツィア派の巨匠ティツィアーノ・ヴェチェッリオが1515-1518年ごろ、キャンバス上に油彩で制作した絵画である。画家の初期の肖像画中、最も傑出したものの1つである。現在、ウィーンの美術史美術館に所蔵されている。

## 制作年
ゲオルク・グロナウ (Georg Gronau) によれば、この絵画は1511年ごろに描かれたにちがいなく、それはティツィアーノによるパドヴァのフレスコ画中に様式的に非常に類似した頭部が見出せるからである。美術史美術館では、制作年をもう少し遅い1515年ごろとしている。イタリアの画家カルロ・リドルフィは、1648年ごろにヴェネツィアのバルトロメオ・デッラ・ナーヴェの家で見ている。本作は、1660年のオーストリアのレオポルト・ヴィルヘルム大公の作品目録である『絵画の劇場』にティツィアーノ作品として記載されている。

## 来歴

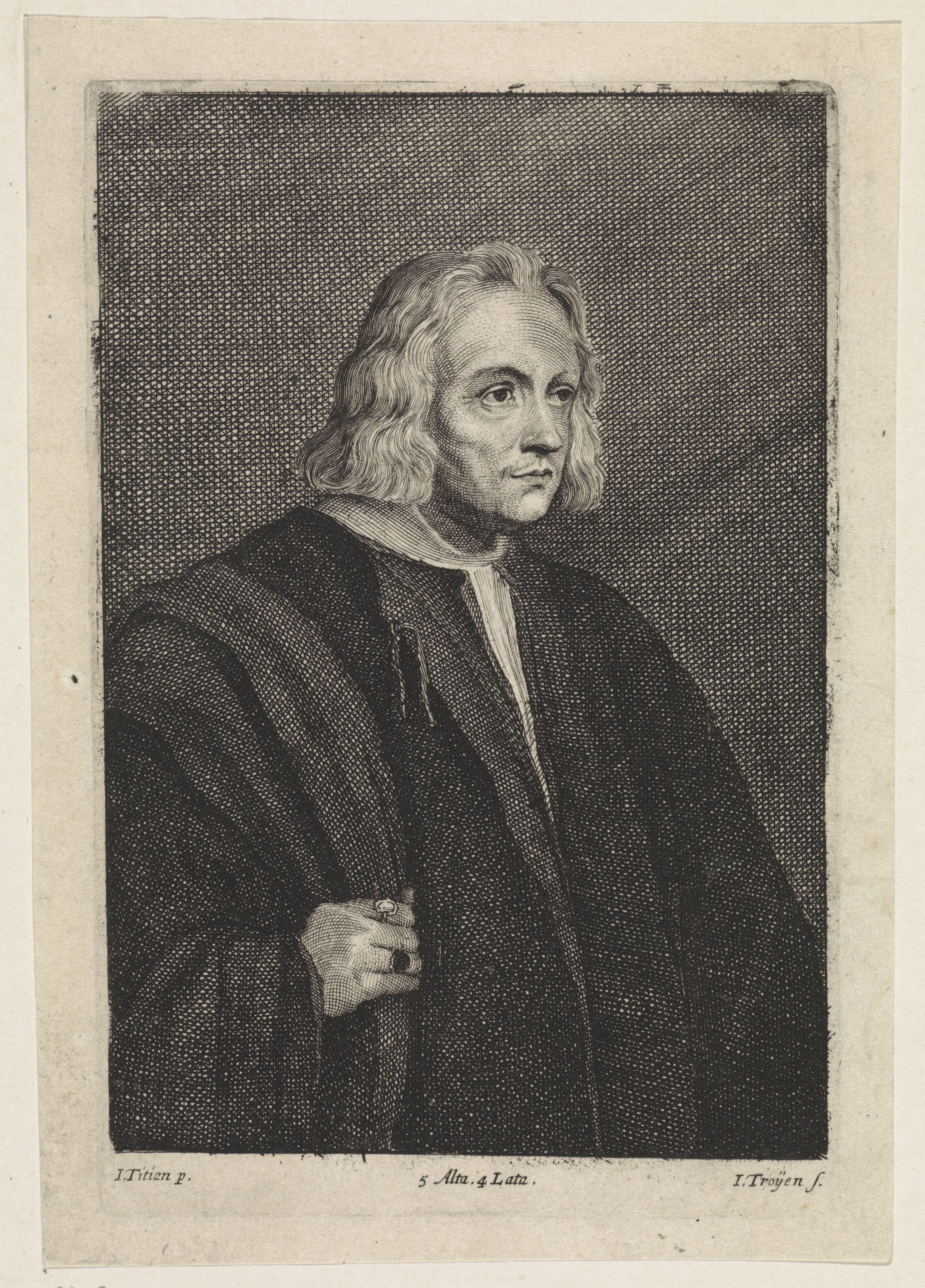
ヤン・ファン・トロイエンによる『絵画の劇場』 (1660年) 中のエングレービング。 ティツィアーノの作品にもとづく。

- 1636—ヴェネツィアのバルトロメオ・デッラ・ナーヴェのコレクション
- 1638–1649—ジェイムズ・ハミルトン (初代ハミルトン公爵) のコレクション
- 1660—オーストリアのレオポルト・ヴィルヘルム大公のコレクション[2]

## 作品
この肖像画には、50歳前後のヴェネツィア知識人の敏捷な頭脳と決断力を感じさせる精力的な風貌が描かれている。人物の鋭い個性把握は、同時にティツィアーノの肖像画の基本的特性をなす「称揚的理想化」によって、雄弁で英雄的な性格を獲得している。4分の3正面向きで、暗色の背景と衣服によって細部を隠し、焦点である頭部と手だけを部分的照明によってくっきりと浮かび上がらせる手法は、以降も画家の常套手段となる。
本作の人物は確証はないものの、ジャン・ジャコモ・バルトロッティ (活動期間1491-1530年)  だと考えられている。彼はパルマ出身の内科医で著作家でもあり、ティツィアーノの医師であったといわれている。この人物への特定化は、カルロ・リドルフィの1648年の以下の記述にもとづいている。
Altro ne fece del medico suo detto il Parma, di faccia rasa, con chioma canuta a mezza orecchia, …
「彼は、医師のもう1点 (肖像画) を描いたが、それはイル・パルマと呼ばれ、顔の髭を剃り、耳の中ほどまで白髪がかかっている…」
グロナウは、ティツィアーノの初期の肖像画を比較検討すると、人間性の本質的特徴を表すために手が利用されていると述べている。本作では、力強い左手が肩から垂れ下がっている黒い布を握っているが、それは「この偉大な医師が遠くからでも認識されうる仕草」で、「集中した表情で、視線はどこか遠いところに据えられているが、間違いなく、それは仕草にいささかも劣らない彼の特徴なのである」。